# Beschorneria
Genre
Classification APG III (2009)
Beschorneria est un genre de plantes monocotylédones de la famille des Asparagaceae.
Le botaniste allemand Karl Sigismund Kunth lui donna ce nom en l'honneur de Friedrich Wilhelm Christian Beschorner (pl) (1806-1873), directeur du premier asile polonais, à Owinsk, et botaniste amateur.

## Liste des espèces
Huit espèces sont acceptées dans ce genre à l'heure actuelle.
- Beschorneria albiflora Matuda
- Beschorneria calcicola García-Mend.
- Beschorneria dubia Carrière
- Beschorneria rigida Rose
- Beschorneria septentrionalis García-Mend.
- Beschorneria tubiflora (Kunth & C.D.Bouché) Kunth
- Beschorneria wrightii Hook.f.
- Beschorneria yuccoïdes K.Koch
  - Beschorneria yuccoides subsp. dekosteriana (K.Koch) García-Mend.
  - Beschorneria yuccoides subsp. yuccoides

### Artiicles connexes
- Furcraea parmentieri ; anciennement Beschorneria parmentieri, B.floribunda, B.multiflora

### Liens externes

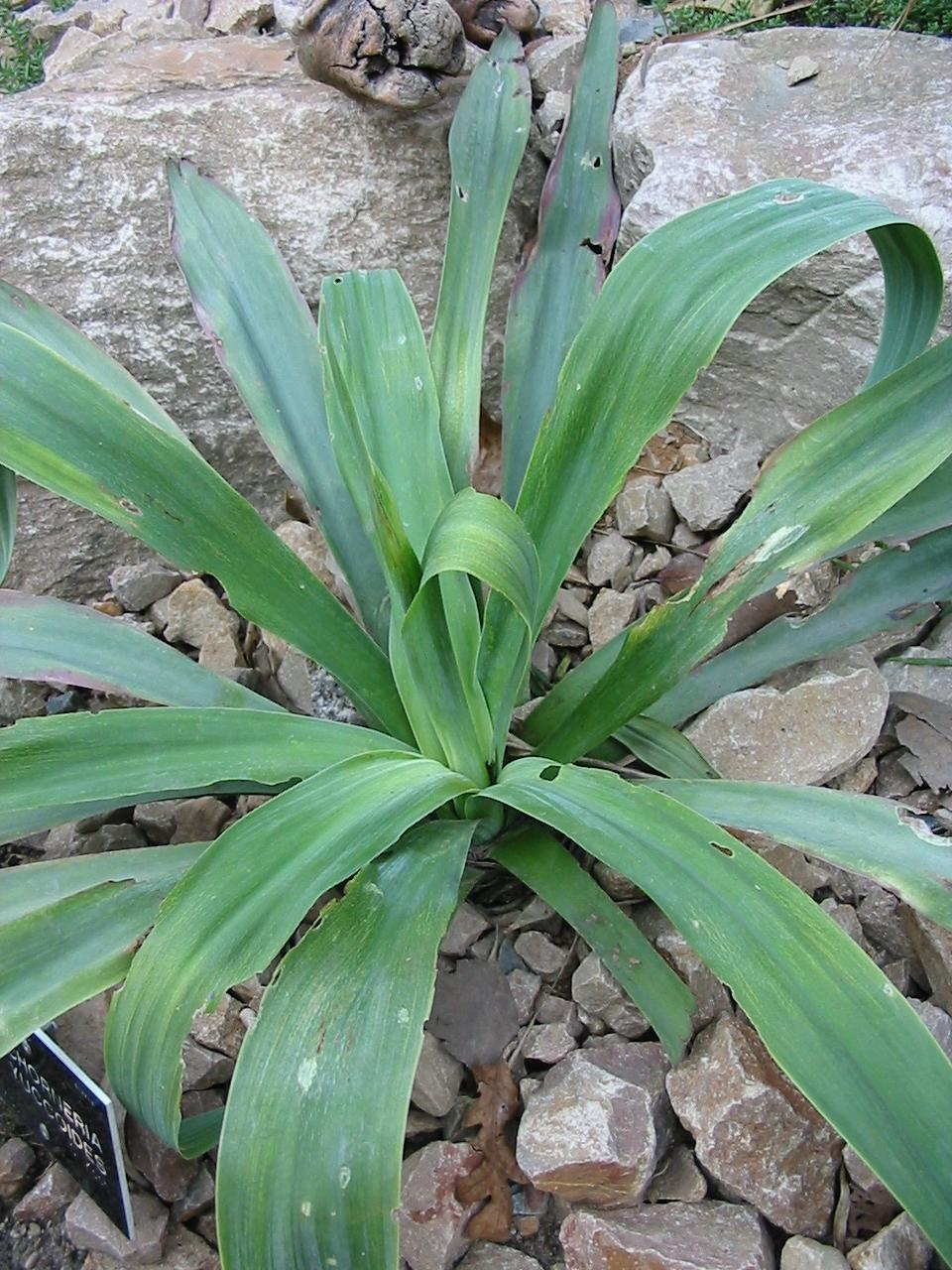
Beschorneria yuccoïdes.